# Xia Peisu
Xia Peisu o Pei-su Hsia (en chino simplificado, 夏培肃; Chongqing, 28 de julio de 1923 – Pekín, 27 de agosto de 2014) fue una computóloga y educadora china conocida por haber sido una investigadora pionera en informática y tecnología. Fue la desarrolladora principal del Modelo 107, primer computador electrónico multipropósito elaborado en China, y se le conoce como la "Madre de la Ciencia Computacional en China". Ella y su marido Yang Liming fueron elegidos miembros de la Academia China de las Ciencias en 1991. En 2010, fue honrada con el inaugural Premio a la Trayectoria de la China Computer Federation.
Desde 2015, esa misma entidad, en memoria de Xia, el predecesor de informática en China, otorga el Premio Xia-Piesu anualmente a ingenieras y científicas reconocidas por sus "excepcionales contribuciones y logros en la informática, ingeniería, educación e industria."

## Educación y primeros años
Xia nació el 28 de julio de 1923 en Chongqing, Sichuan, en una familia de académicos. Su abuelo, Xia Fengxun (夏风薰), quién había pasado el examen imperial para el grado de xiucai grado durante fines de la dinastía Qing, fue profesor durante cuarenta años. Su padre, Xia Hongru (夏鸿儒), quién había pasado el examen imperial provincial para el grado de juren, dirigió una escuela en el condado de Jiangjin, Chongqing. Su madre, Huang Xiaoyong (黄孝永), fue profesora y directora de escuelas de niñas en Jiangjin.
Bajo el tutelaje privado de su familia, Xia construyó una sólida base en matemática y prosa china antigua siendo joven. A los catorce años, Xia fue aceptada en la Escuela Secundaria de Nanyu, donde ella destacó en matemáticas. En 1939, durante el segunda guerra sino-japonesa, Xia fue obligada a ser transferida a la Escuela Nacional N°.9 en el condado de Jiangjin. Se graduó de secundaria en 1940  y empezó su pregrado en ingeniería eléctrica en la Universidad Nacional Central el mismo año.
Después de obtener el grado de bachiller, Xia realizó estudios de posgrado en el Instituto de Investigación de las Telecomunicaciones de la Universidad Nacional Chiao Tung  (Chongqing) de 1945 a 1947. En 1947, Xia empezó un PhD en ingeniería eléctrica en la Universidad de Edimburgo en el Reino Unido, donde  obtuvo su doctorado con una tesis titulada "Sobre las oscilaciones paramétricas en circuitos electrónicos. (II) Un análisis gráfico para sistemas no lineales" en 1950.

## Carrera
Dos años después de la fundación de la República Popular, Xia y su marido Yang Liming regresaron a China en 1951. Ocupó un puesto como investigadora asociada en el Departamento de Ingeniería Eléctrica en la Universidad Tsinghua.
En el otoño de 1952, el matemático Hua Luogeng inició el desarrollo de primer computador electrónico de China, y reclutó a Xia y otros dos científicos para encabezar el proyecto en la Academia China de las Ciencias (ACC). Esto se convirtió en el punto de inflexión en su carrera. Cuatro años más tarde,  asumió como profesora fundadora del Instituto de Tecnología Computacional de la ACC, donde pasó el resto de su carrera. Después de que los otros dos científicos, Min Naida y Wang Chuanying, dejaran el proyecto, Xia dirigió el desarrollo del primer computador electrónico multipropósito elaborado en China, el Modelo 107, en 1958. Ha sido aclamada como la "Madre de la Ciencia Computacional en China".
Xia hizo numerosas contribuciones a la investigación y diseño de computadores de alta velocidad en China. También participó en el diseño de un procesador vectorial de alta velocidad y una gama de múltiples computadores paralelos. Ayudó a establecer la Chinese Journal of Computers en 1978 y la Journal of Computer Science and Technology, única revista de lengua inglesa en el campo computacional publicada en China, en 1986.
En marzo de 1956, Xia enseñó el primer curso de China en teoría de la computación, y escribió Principios del Computador Electrónico, primer texto sistematizado de informática en China. Cuándo la Universidad de Ciencia y Tecnología de China fue fundada en 1958, Xia estuvo a cargo de establecer su Departamento de Informática. Educó a más de 700 estudiantes entre 1956 y 1962.
Xia fue tutora de más de 60 estudiantes de posgrado, dos de los cuales ganaron premios nacionales por sus trabajos doctorales. Algunos de sus alumnos fueron Li Guojie, quien dirigió el desarrollo de los supercomputadores Sugon; y Hu Weiwu, arquitecto jefe de la CPU Loongson. Cuando Loongson presentó la primera CPU diseñada enteramente en China en 2002, Hu la nombró Xia-50 para celebrar su carrera de cincuenta años en informática.
En 1991, Xia Peisu y su marido Yang Liming fueron elegidos como miembros académicos de la Academia China de Ciencias. En reconocimiento de sus contribuciones a la industria computacional de China, la China Computer Federation honró a Xia con su primer Premio a la Trayectoria en 2010, junto con Zhang Xiaoxiang.

## Vida personal
En 1945, Xia conoció a Yang Liming, entonces alumno de Universidad Nacional Central. Se casaron en 1950, cuándo ambos estudiaban en la Universidad de Edimburgo. Yang más tarde se convirtió en un prominente físico teórico. La pareja tuvo dos hijos, Yang Yuenian y Yang Yuemin. Los niños siguieron los pasos de sus padres: Yuenian se convirtió en informático, y Yuemin en físico.
Xia falleció el 27 de agosto de 2014, a los 91 años de edad.

## Trabajos
- Hsia, Pei-Su (1950). I. On parametric oscillations in electronic circuits; and, II. A graphical analysis for non-linear systems (PhD). Universidad de Edimburgo.